# Xiaodian, Tianjin
Xiaodian (kinesiska: 小淀, 小淀镇)  är en köping i Kina. Den ligger i storstadsområdet Tianjin, i den norra delen av landet, omkring 15 kilometer norr om stadens centrum. Antalet invånare är 34 512. Befolkningen består av 17 098 kvinnor och 17 414 män. Barn under 15 år utgör 10,0 %, vuxna 15-64 år 84 %, och äldre över 65 år 4,0 %.